# Volutellis sulfurea
Volutellis sulfurea är en svampart som först beskrevs av Torrend, och fick sitt nu gällande namn av Clem. & Shear 1931. Volutellis sulfurea ingår i släktet Volutellis, divisionen sporsäcksvampar och riket svampar.   Inga underarter finns listade i Catalogue of Life.